# مايلز يونغ
مايلز يونغ (بالإنجليزية: Miles Young)‏ هو مسير أعمال بريطاني، ولد في 1954.